# 对弗拉基米尔·泽连斯基的暗杀企图
现任烏克蘭總統顧問米哈伊洛·波多利亞克聲稱，總統澤連斯基在十多次俄方的暗殺企圖中倖免於難。

## 背景
乌克兰總統顧問米哈伊洛·波多利亞克表示，俄羅斯為了盡快結束戰事，最初計畫采用闪电战迅速拿下烏克蘭首都基輔，摧毀烏克蘭的領導層。“俄羅斯的主要意圖是罷免國家最高領導人，製造最大恐慌並試圖建立自己的傀儡政府，然而闪电战的策略最终失败了”。
2022年2月初，烏克蘭情報部門根據一名反對戰爭，未經證實的自稱俄羅斯聯邦安全局官員提供的匿名情報，聲稱俄羅斯總統弗拉基米爾·普京指示車臣領導人拉姆贊·卡德羅夫消滅烏克蘭領導人。烏克蘭情報部門表示，截至2022年2月下旬，來自瓦格納集團的400多名俄羅斯僱傭軍已抵達基輔，受命暗殺澤連斯基並破壞政府穩定，以讓俄羅斯控制基輔。但以上所有的消息來源，皆來自於烏克蘭政府，其也未提供任何實質的證據。